# Heian sandan
Heian Sandan je třetí katou šótókan karate. Kata je přípravou pro katu Džion, se kterou má podobné prvky. Kata Heian sandan je nutná pro složení zkoušek na zelený pás (6. kyu).

## Použité techniky

### Postoje
- kókucu-dači (後屈立ち)
- heisoku-dači (閉足立ち)
- zenkucu-dači (前屈立ち)
- kiba-dači (騎馬立ち)

### Údery
- nukite-tate-cuki (抜き手縦突き)
- uraken-tate-mawaši-uči (裏拳縦回し打ち)
- tate-mawaši-uči (縦回し打ち)
- oi-cuki (追い突き)
- ken-cuki-age (拳突き上げ)

### Bloky/kryty
- uči-uke (内受け)
- gedan-uke (下段受け)
- morote-uke (諸手受け)
- osae-uke (押さえ受け)
- mawaši-uči (回し打ち)
- furi-empi (振り猿臂)

### Kopy
- fumikomi (踏み込み)

Počet technik: 20
Doba cvičení: cca 25 sekund